# Kralendijk
Kralendijk /ˈkraːlə(n)dɛik/ es la ciudad capital de Bonaire y el principal puerto del país.

## Descripción
La lengua más hablada en la ciudad es el papiamento, pero el neerlandés y el inglés son ampliamente utilizados. "Kralendijk" es una deformación de la palabra neerlandesa koralendijk, que significa "arrecife de coral" o "dique de coral". El nombre en papiamento para la ciudad es "Playa". Para 2006 la ciudad tenía una población de 3.061 personas.
Frente a la costa de Kralendijk se encuentra la isla deshabitada de Klein Bonaire, un paraíso del buceo y el snorkeling. A esta pequeña isla se puede llegar en taxi acuático, o, para los buceadores, a través de prácticamente todos los operadores de buceo locales.
El centro de la ciudad consiste en un bulevar (Kaya Craane) y un lugar de compras (Kaya Grandi). Cerca del bulevar hay yates que visitan Bonaire. Al sur se encuentra una fortaleza del siglo XVII llamada Fort Oranje, construida para defender Bonaire. En el lado norte de la fortaleza está la vieja Casa del Gobernador, pintada de amarillo, donde ahora se encuentra el Consejo Insular. La ciudad también tiene un puerto deportivo y un estadio de fútbol. También hay un pabellón románico utilizado como mercado de frutas. Cada año se realiza un desfile de carnaval por la ciudad.

## Historia
Fort Oranje fue construido en 1639 para defender el puerto principal de Bonaire. El fuerte fue modificado en su profundidad a finales del siglo XVII. El asentamiento británico de "Playa" se estableció junto a la fortaleza en 1810. La ciudad pasó a llamarse "Kralendijk" por decisión de los gobernantes coloniales neerlandeses alrededor de 1840.
El 10 de mayo de 1940, durante la Segunda Guerra Mundial, 461 ciudadanos neerlandeses y alemanes fueron transportados a Bonaire e internados en un campamento al sur de la fortaleza. Después de la guerra este campamento se convirtió en un hotel, que es ahora el Bonaire Divi.

### Transporte

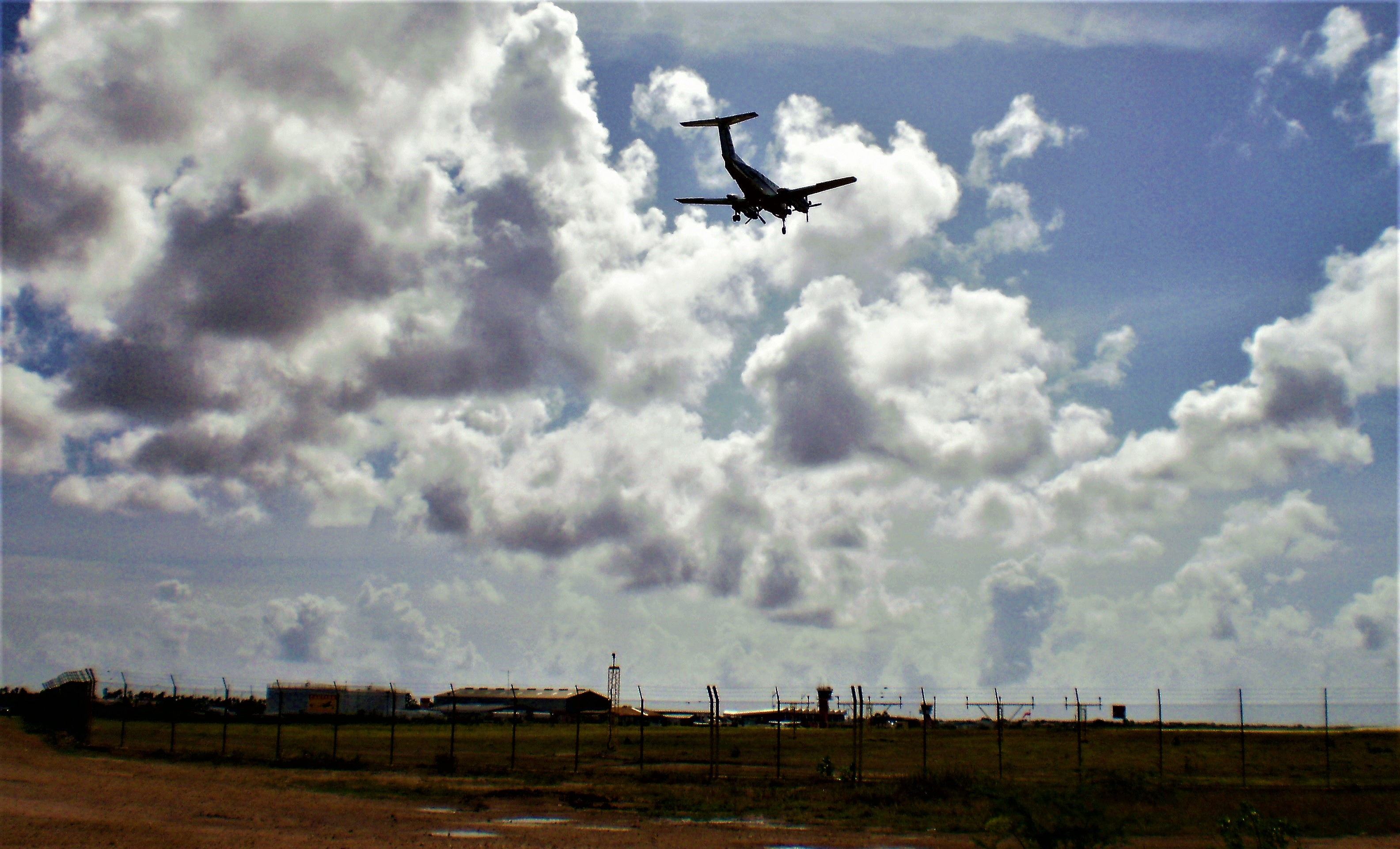
Aeropuerto Internacional Flamingo (Bonaire)

Kralendijk cuenta con el Aeropuerto Internacional Flamingo. Los taxis están disponibles en la ciudad y en el aeropuerto. No hay servicio de autobús público, pero los vehículos colectivos recorren la ruta entre Kralendijk y la localidad de Rincón. El alquiler de coches está disponible en el aeropuerto. El alquiler de bicicletas y scooters está disponible en la ciudad. El servicio de taxi marino va a la pequeña isla de Klein Bonaire desde el puerto.